# Ángela Cremonte
Ángela Cremonte Gilges-Raynié (Madrid, 3 de abril de 1982) es una actriz española conocida por sus papeles en series españolas de gran repercusión como Los hombres de Paco,  Las chicas del cable, Imperium y Amar es para siempre, así como en la primera temporada de Gran Reserva, entre otras.

## Biografía
Ángela Cremonte estudió arte dramático en el centro Réplika Teatro de Madrid con Jaroslaw Bielski y Socorro Anadón, y verso clásico con José Luis Sáiz. Se formó además con Fernando Piernas y Susan Batson, e hizo 7 años de gimnasia rítmica y ballet. Además, es licenciada en humanidades por la Universidad Carlos III de Madrid y cursó algunas asignaturas en la británica The Nottingham Trent University.
Se estrenó en la gran pantalla en el año 2000 y participó en la película Más pena que Gloria del director Víctor García León. En 2006 formó parte del elenco de la cinta Vete de mí, también de García León, y de La dama boba de Manuel Iborra. Entre sus primeras incursiones en la televisión destaca un papel recurrente en la serie Cuestión de sexo emitida en Cuatro.
2010 fue el año en que la carrera de Cremonte dio un estrepitoso salto. En televisión, se incorporó a la última temporada de la longeva serie de televisión Los hombres de Paco. También tuvo un papel recurrente en la primera temporada de Gran Reserva, emitida en Televisión española. Además, protagonizó la serie histórica Hispania, la leyenda de Antena 3, donde interpretó a una esclava de la mujer del pretor. Cremonte participó en las tres temporadas que tuvo la serie, así como en la secuela de ésta, Imperium. En cuanto al cine, tuvo un papel secundario en la película Todas las canciones hablan de mí, ópera prima del director Jonás Trueba.
En 2011 estrenó La voz dormida, película de Benito Zambrano que obtuvo múltiples reconocimientos. El año 2013 se incorporó al serial de sobremesa de Antena 3 Amar es para siempre, donde interpretó a Valeria Prado durante la segunda temporada. En 2015 tuvo una breve aparición en la serie histórica de televisión española Carlos, rey emperador, donde dio vida a María Tudor en tres capítulos. Desde 2017 forma parte del reparto de la serie de Netflix Las chicas del cable, interpretando a Elisa Cifuentes. En febrero de 2019 se incorporó a la serie médica Hospital Valle Norte, también en TVE.
Ha desarrollado una gran parte de su carrera como actriz en el teatro. Ha sido Ismene en Antígona, Ofelia en Hamlet, y ha protagonizado Immunidad diplomática, del director Alberto Herreros. En 2017 fue Celimena en la obra Misántropo en el Pavón Teatro Kamikaze de Madrid. En 2018, junto a Malena Alterio, protagonizó Los universos paralelos de David Serrano.

## Filmografía

### Largometrajes
| Año  | Título                           | Personaje   | Director           |
| ---- | -------------------------------- | ----------- | ------------------ |
| 2000 | Más pena que Gloria              | Alexia      | Víctor García León |
| 2006 | Vete de mí                       | Irene       | Víctor García León |
| 2010 | Todas las canciones hablan de mí | Irene Muñoz | Jonás Trueba       |
| 2011 | La voz dormida                   | Elvira      | Benito Zambrano    |
| 2022 | Venus                            | Rocío       | Jaume Balagueró    |

### Televisión
| Año       | Título                   | Personaje                      | Cadena              | Notas                                         |
| --------- | ------------------------ | ------------------------------ | ------------------- | --------------------------------------------- |
| 2007      | Cuestión de sexo         | Carmen                         | Cuatro              | Elenco recurrente; 4 episodios                |
| 2008      | Impares                  | Extra                          | Antena 3            | 1 episodio                                    |
| 2010      | Los hombres de Paco      | Amaia Mondragón Naranjo        | Antena 3            | Elenco principal; 13 episodios.               |
| 2010-2011 | Gran Reserva             | Paloma Olmedo / Carlota Olmedo | TVE                 | Elenco recurrente; 14 episodios               |
| 2010-2012 | Hispania, la leyenda     | Sabina                         | Antena 3            | Elenco principal; 20 episodios                |
| 2012      | Imperium                 | Sabina                         | Antena 3            | Elenco principal; 6 episodios                 |
| 2013-2014 | Amar es para siempre     | Valeria Prado Padilla          | Antena 3            | Elenco principal; 278 episodios (Temp. 1 y 2) |
| 2014      | Águila Roja              | Elena                          | TVE                 | 1 episodio                                    |
| 2015-2016 | Carlos, Rey Emperador    | María Tudor                    | TVE                 | 3 episodios                                   |
| 2017-2020 | Las chicas del cable     | Elisa Cifuentes                | Netflix             | Elenco principal; 32 episodios                |
| 2019      | Hospital Valle Norte     | Doctora Julia Rubio            | TVE                 | Elenco principal; 6 episodios                 |
| 2020      | Mentiras                 | Laura Munar                    | Atresplayer Premium | Elenco principal; 6 episodios                 |
| 2022      | Feria: la luz más oscura | Blanca                         | Netflix             | Elenco secundario; 8 episodios                |

### Cortometrajes
- Voluntario, como Paula. Dir. Javier San Román (2008).
- Mi Lucha, como Madre. Dir. Aitor Aspe y José María de La Puente (2011).
- Instrucciones para eliminar a un tipo vulgar, como Ángela. Dir. Luis Mancha (2011).

### Teatro
- Cervantes circus, como Lily. Dir. José Luis Sáiz (2008).
- The polyglots teatro, como Tati. Dir. Cruz Sánchez Pino (2008).
- Comedias cómicas en el corral de comedias, como Finea. Dir. José Luis Sáiz. Corral de Comedias de Alcalá de Henares (2007).
- Toys, como Lesley. Dir. Bego Isbert (2007).
- El viaje del actor, como Nina. Dir. Paco Plaza. Teatros del Canal, Madrid (2010).
- Nada tras la puerta. Dir. Mikel Gómez de Segura. Teatro Valle Inclán, Madrid (2013-2014).
- Inmunidad diplomática. Dir. Alberto Herreros. Teatro Fernán Gómez, Madrid (2014).
- Misántropo. Dir. Miguel del Arco. Kamikaze Producciones (2015).
- Antígona, como Ismene. Dir. Miguel del Arco. Kamikaze Producciones. Teatro de la Abadía (2015).
- Hamlet, como Ofelia. Dir. Miguel del Arco. Kamikaze Producciones (2016-2017).
- Los Universos Paralelos, como Belén. Dir. David Serrano. Producciones Teatrales Contemporáneas (2018).
- Metamorfosis de Mary Zimmerman de David Serrano y Jesús Cimarro. Festival Internacional de Teatro Clásico de Mérida (2019).
- La ilusión conyugal de Eric Assous, versionada y dirigida por Antonio Hortelano (2023-presente).

### Publicidad
- Embarazada, spot para WWF, ADENA, como Esther (2008).
- Campañas de publicidad y catálogos para Tan-Trend Bijoux SL (2006-¿?).

## Premios y nominaciones
Premios Teatro de Rojas
| Ano  | Categoría                     | Película | Resultado | Notas  |
| ---- | ----------------------------- | -------- | --------- | ------ |
| 2016 | Mejor interpretación femenina | Hamlet   | Nominada  | [ 18 ] |